# 武桥镇
武桥镇，是中华人民共和国安徽省蚌埠市五河县下辖的一个乡镇级行政单位。

## 行政区划
武桥镇下辖以下地区：
郑庄村、老张村、周湖村、武桥村、路西村、界沟村、龙岗村、朱圩村、张姚村和天井村。